# شهد الملكة (فلم)
شهد الملكة هي الحكاية السادسة من ملحمة الحرافيش للأديب العالمي نجيب محفوظ.

## ملخص القصة
تعاني زهيرة من بعض المشاكل المادية والاجتماعية، إلى أن تتخلَّص من زوجة قريبها الذي تعيش في كنفه
وذلك بتزويجها من رجل أبله،وبعد أن تتمرَّد عليه تعمل خادمة في منزل أحد الأثرياء إلى أن يتزوَّجها وتغتني

## بطولة
| - نادية الجندي: زهيره الناجي - فريد شوقي: عزيز الناجي - حسين فهمي: محمد أنور - سعيد صالح: عبده الفران | - صلاح قابيل: نوح الغراب فتوة الحارة - محيي إسماعيل: فؤاد مأمور الكركون - عايدة عبد العزيز: رأيفه الناجي زوجة محمد أنور - نجوى الموجي: الفت زوجة عزيز الناجي | - نعيمة الصغير: ام هشام - أحمد لوكسر: شيخ الحارة خليل الفص - إحسان شريف: عمة زهيره الناجي |

## فريق العمل
| - رواية: نجيب محفوظ - سيناريو: مصطفى محرم - سيناريو وحوار: بهجت قمر - مخرج: حسام الدين مصطفى - مخرج مساعد: أسامة فريد - عبد الحليم النحاس - تصميم أزياء:كريمة سعد - ملابس: سعاد على حسن - مختار عبد ربه - أمين عبد المجيد | - منسق المناظر: حسين الشريف - ريجيسير: علي وجدي - أضاءة: محمد محمود - ماكيير: محمد عشوب - كوافير: سعد علي - مصور فوتوغرافيا: محمد بكر - صابر إبراهيم - نيجاتيف: مارسيل صالح - مساعد مصور: رضا سيد | - مركب الفيلم: طلعت فيظي - م. مونتاج:عادل رستم - تسجيل الحوار: عبد الغني الجمل - مساعد تسجيل الحوار:سمير جلجان - تسجيل الصوت: إبراهيم طاهر - محمد سليمان - مدير الانتاج: حمدي حسن - مهندس ديكور حارة النحل: ماهر عبد النور | - تسجيل الموسيقى التصويرية: بإستديو صوت الحب - مهندس تسجيل الموسيقى التصويرية: إسماعيل صبري - إعداد الفيلم: مصر للاستوديوهات والإنتاج السينمائي - رئيس قطاع المعامل:سعد عبد الرحمن - مدير عام المعامل:صلاح عبد الحليم - التوزيع الداخلي: شركة أفلام الطليعة (وجيه إسكندر وشركاه) | - التوزيع الخارجي أفلام فؤاد جمجوم - مصور: حسام الدين مصطفى - مهندس الصوت:جميل عزيز - الألحان والموسيقى التصويرية: حسن أبو السعود - المنتج الفني:سيد إسماعيل - منتج: نجوى الموجى - كليوباترا فيلم - مونتير: فكرى رستم - مصور: سمير فرج |

## روابط خارجية
- شهد الملكة على موقع الدهليز
- شهد الملكة على موقع قاعدة بيانات الأفلام العربية